# Remzi Nesimi
Remzi Nesimi (mac. Ремзи Несими; ur. 25 grudnia 1933 w Odri, zm. 3 lutego 2018 w Skopju) – jugosłowiański i macedoński albanista pochodzenia albańskiego specjalizujący się w dialektologii.

## Życiorys
W 1960 roku ukończył studia na Uniwersytecie w Belgradzie, następnie obronił pracę doktorską na Uniwersytecie w Prisztinie. Po ukończeniu studiów pracował jako redaktor w prisztińskim wydawnictwie Rilindja, następnie redagował albańskojęzyczne czasopismo Flaka e Vëllazërimit. Wykładał albanistykę na Uniwersytecie w Belgradzie, następnie w Akademii Pedagogicznej w Skopju oraz na skopijskim Uniwersytecie Świętych Cyryla i Metodego, gdzie był profesorem. Uczestniczył w albańskim kongresie ortograficznym, który odbył się w 1972 roku w Tiranie.
Zmarł 3 lutego 2018 roku, jego pogrzeb odbył się następnego dnia we wsi Odri.
Autor ponad 200 artykułów naukowych, współautor podręczników szkolnych do nauki języka albańskiego.

## Odznaczenia
- Order za Zasługi dla Republiki Macedonii Północnej (2021)[3]